# Hubera tanganyikensis
Hubera tanganyikensis är en kirimojaväxtart som först beskrevs av Vollesen, och fick sitt nu gällande namn av Chaowasku. Hubera tanganyikensis ingår i släktet Hubera och familjen kirimojaväxter. Inga underarter finns listade i Catalogue of Life.